# Đảo Hộ chiếu
Đảo Hộ chiếu King Fahd, hoặc chỉ đơn giản là Đảo Hộ chiếu, là một hòn đảo nhân tạo nằm trên biên giới giữa Bahrain và Ả Rập Xê Út. Cách Manama của Bahrain 25 km (16 dặm) về phía tây.

## Lịch sử
Cây cầu vượt biển giữa hai nước mở cửa vào năm 1986, bao gồm bộ phận công trình xây dựng hòn đảo nhân tạo. Tuyến đường của nó được chọn là con đường ngắn nhất giữa đảo Bahrain và Ả Rập Xê Út. Nó được đặt tên theo Vua Fahd của Ả Rập Xê Út, lúc đó là người cai trị Ả Rập Xê Út.

## Địa lý
Hòn đảo này nằm trên Đường đắp cao King Fahd. Đảo nhân tạo cũng được đặt tên là Đảo Trung, Bờ kè 4. Các tòa nhà của King Fahd Causeway Authority và các cơ quan chính phủ khác được dựng lên trên Trạm biên giới, cũng như hai nhà thờ Hồi giáo, hai tháp Cảnh sát biển và hai nhà hàng tháp cao 65 mét (213 ft). Các trạm biên giới cũng có bãi đỗ rộng lớn xung quanh các đảo ngoài các khu dịch vụ và các trạm đường.
Trạm biên giới được thiết kế như hai hòn đảo nối với nhau bằng một eo đất, phía tây được xác định là thuộc Ả Rập Xê Út và phía đông là thuộc Bahrain. Phía biên giới Ả Rập Xê Út có các cửa hàng McDonald's và Kudu.

## Nhân khẩu
Nơi có người sinh sống duy nhất trên đảo là tòa nhà nhân viên ở trung tâm của hòn đảo. Các nhân viên làm việc thuộc về King Fahd Causeway Authority.

## Hành chính
Hòn đảo này thuộc về Tỉnh Phía Bắc của Bahrain và Tỉnh Phía Đông của Ả Rập Xê Út.

## Giao thông
Đường đắp cao có hai đoạn từ đảo:
- Từ ga biên giới đến Al-Aziziyyah, phía nam Khobar.
- Từ ga biên giới đến đảo Nasan ở Bahrain.

## Kinh tế
Các cư dân trên đảo đang tham gia vào các nhiệm vụ xuất nhập cảnh giữa hai nước.
Bên địa phận thuộc Ả Rập Xê Út có các cửa hàng McDonald's và Kudu và phía Bahrain có cửa hàng McDonald's.

## Hình ảnh

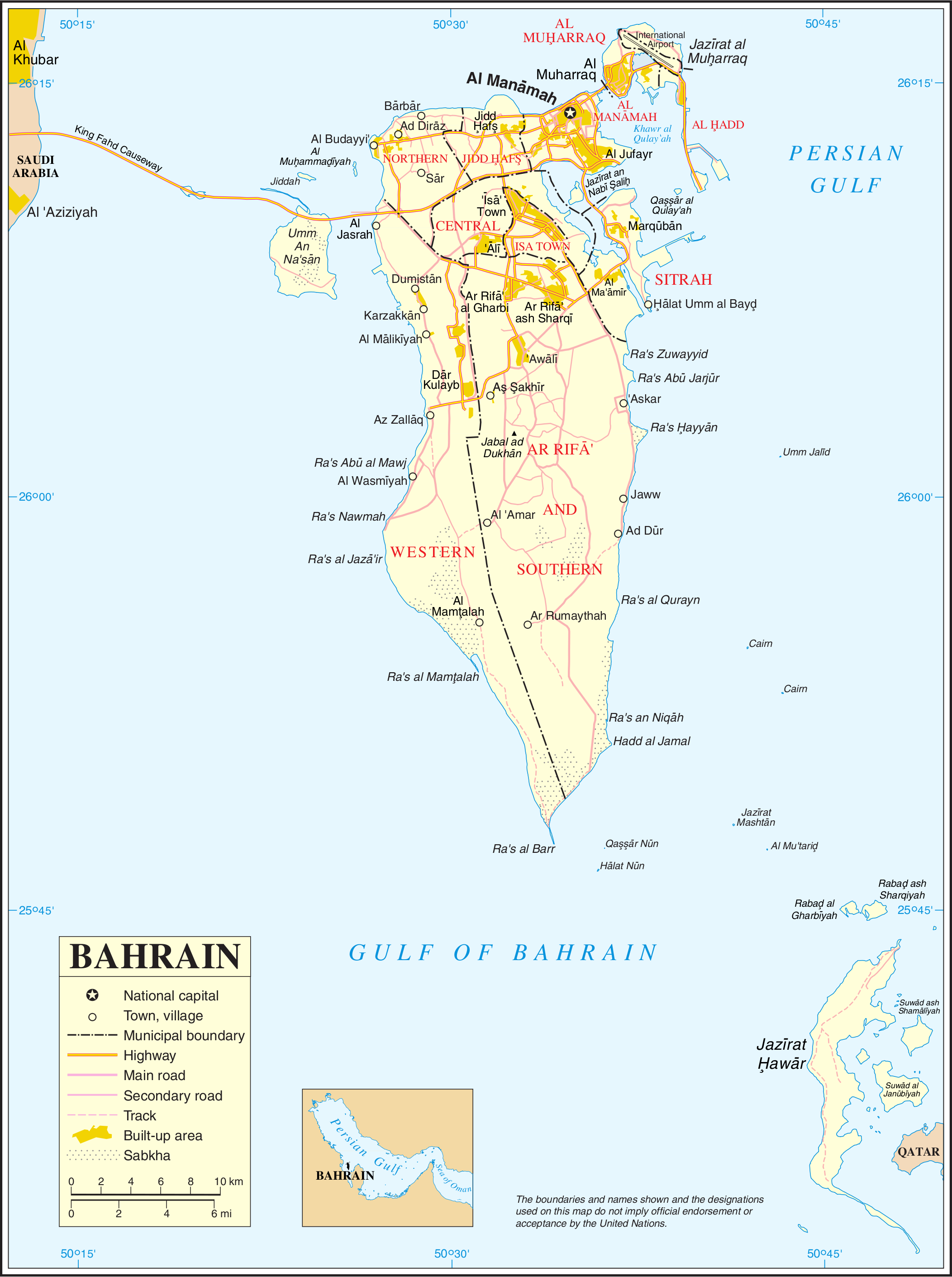
Bản đồ 1
Bản đồ Quận
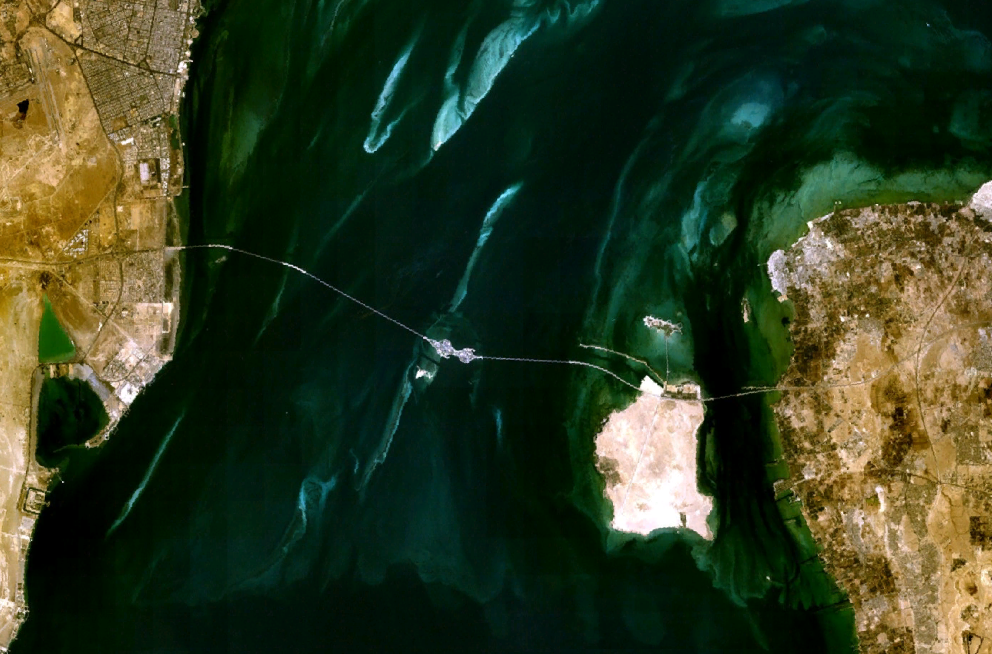
Vua Fahd Causeway nhìn từ không gian
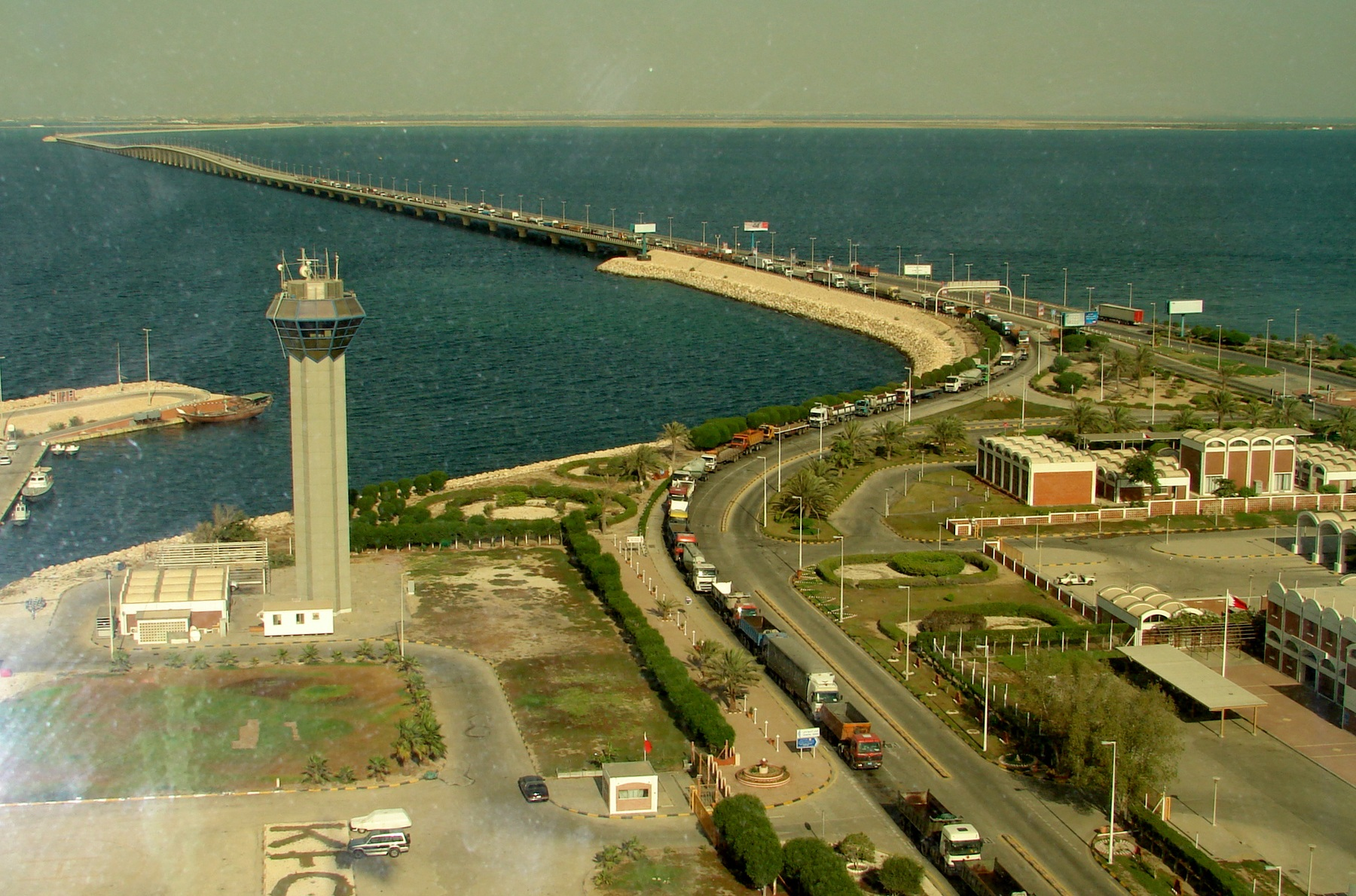
Đường đắp cao từ phía Ả Rập Xê Út.
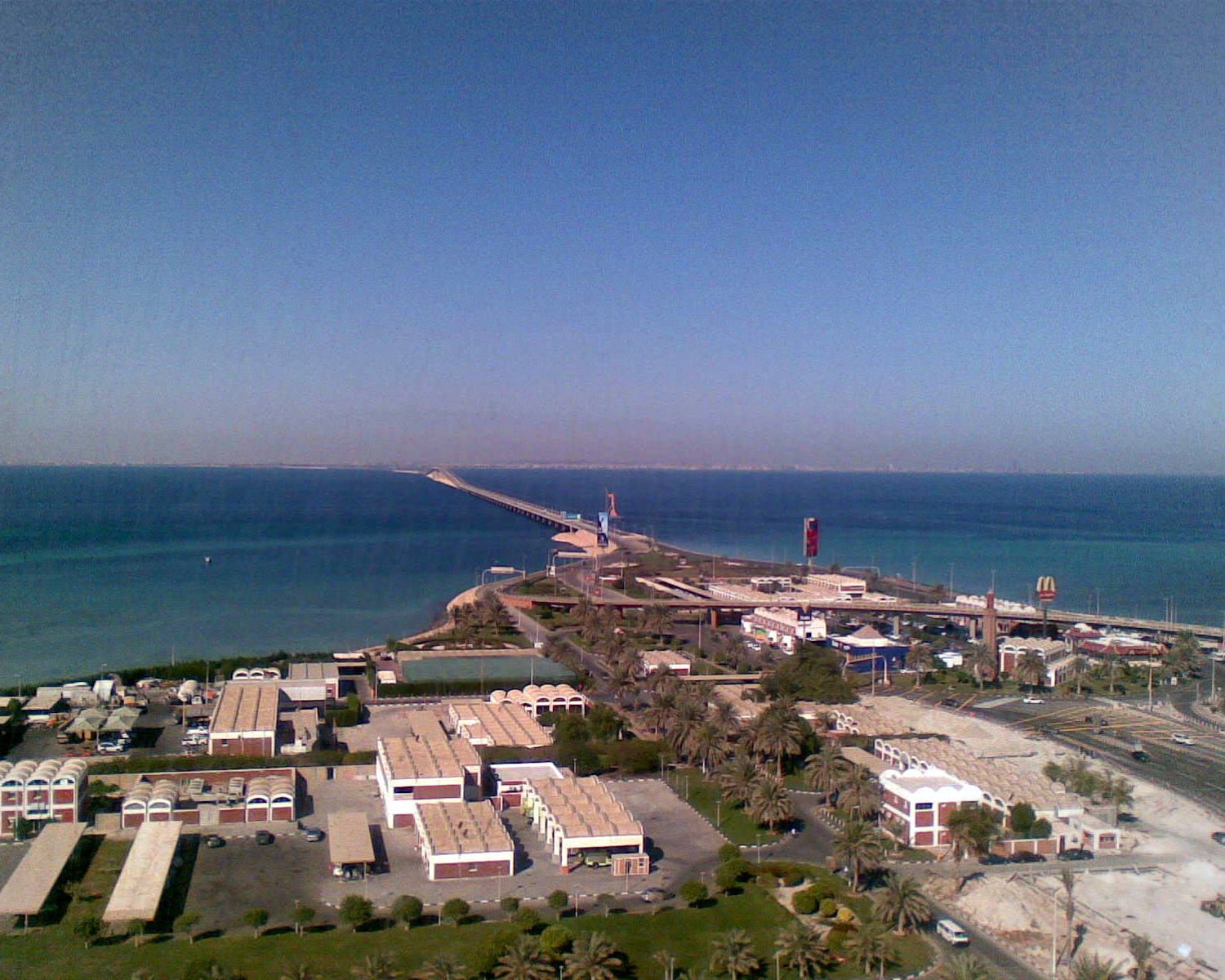
Đường đắp cao từ phía Bahrain.
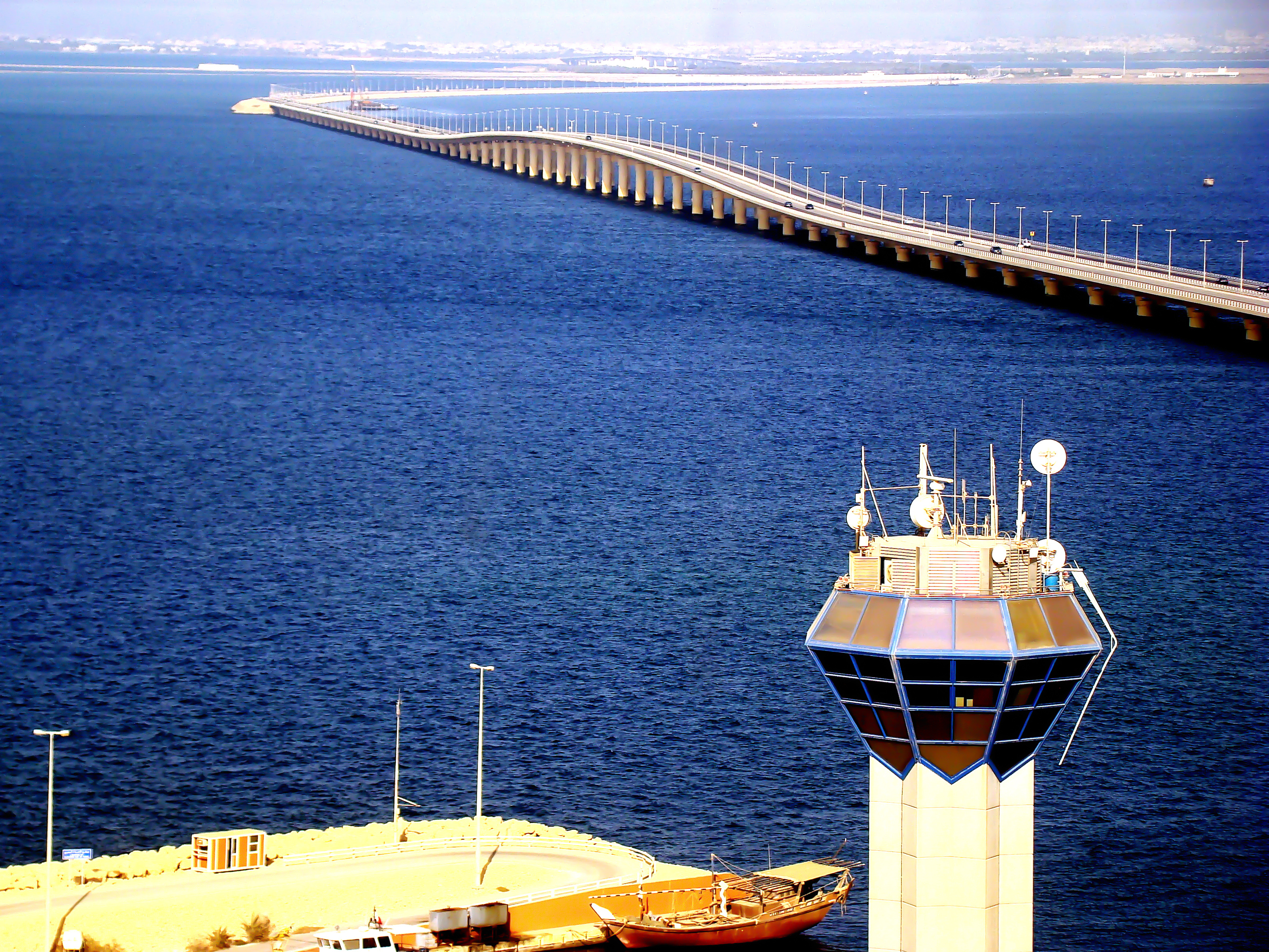
Cây cầu dẫn đến đất liền Ả Rập Xê Út.